# 東萊温泉

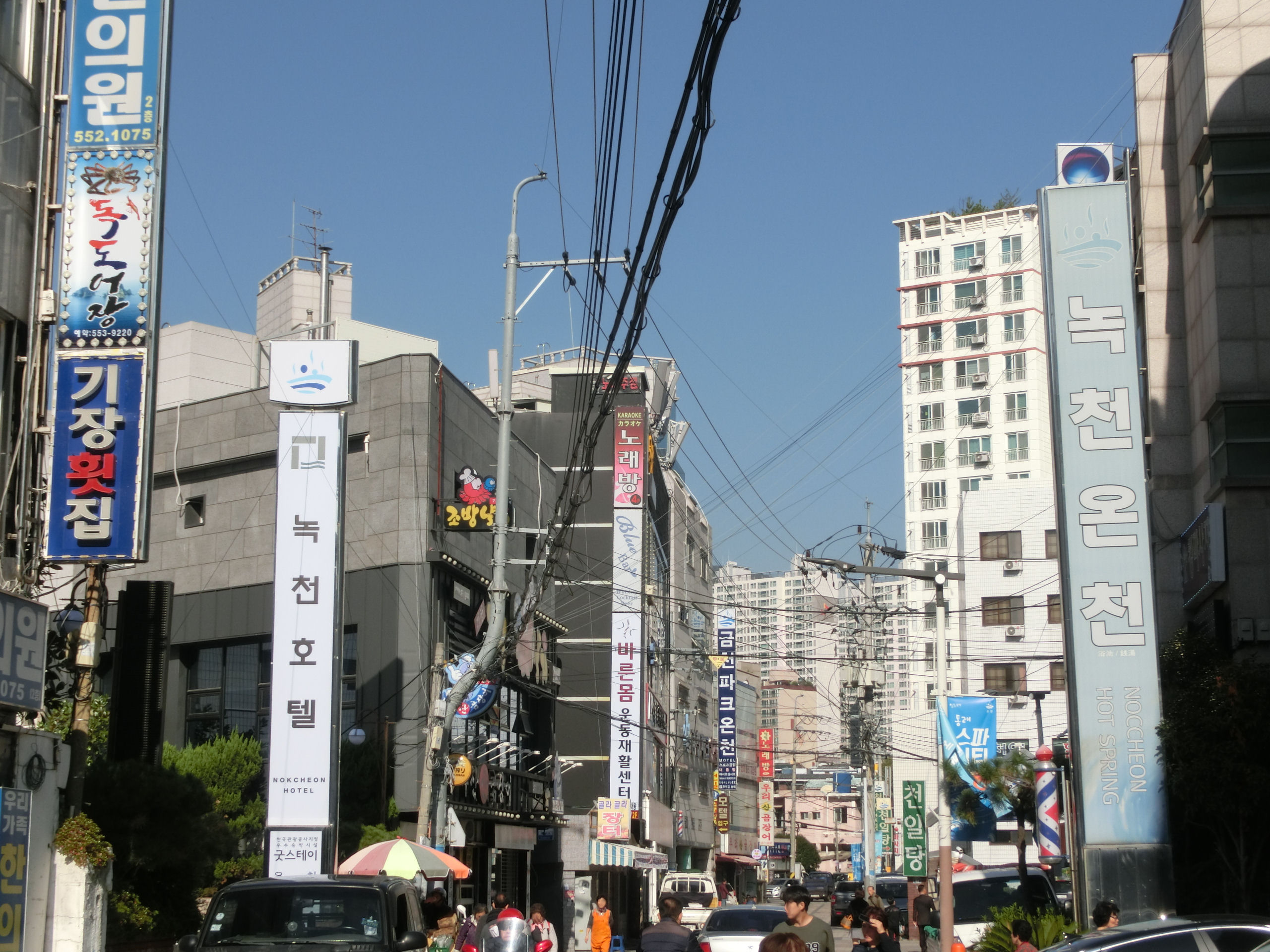
東萊温泉の温泉街

東萊温泉（동래온천、東萊溫泉、トンネおんせん）は大韓民国の釜山広域市東萊区にある温泉。
新羅時代から王族が利用したといわれる歴史ある温泉で、大都市の奥座敷になっているなど、日本の有馬温泉と共通点がある。
近くには釜山大学校や金剛公園がある。

## 歴史

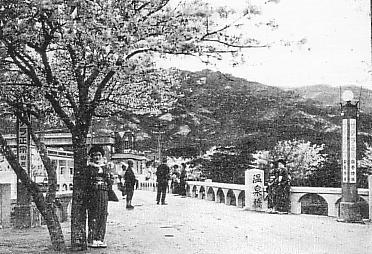
1930年頃の東萊温泉

三国遺事には、683年の記事に新羅の宰相が東萊温泉に入浴した記事が載っている。東国与地勝覧（1481年編纂）の中に、新羅王がしばしば入浴のために行幸したとの記載がある。
他に「白鶴伝説」も伝わる。当地にかつて田んぼがあった。足を折った鶴が飛来し3日間休養の後、飛び去った。飛び去った跡には湯が湧いていたという。
李氏朝鮮時代の末期から日本統治時代にかけて開発が行われ、現在では観光地として定着している。

## 泉質
- 単純食塩泉（マグネシウム多し）

## 虚心庁
虚心庁（ホシンチョン）は、 4,000m2 以上の広大な施設を持つ健康ランド。巨大な浴場のほか、サウナ、垢すりあり。
製麺会社で知られる農心のホテルである「ホテル農心」の併設施設である。宿泊者以外でも利用可。

## アクセス
- 釜山都市鉄道1号線・温泉場駅で下車。西面から15分程度。

## ギャラリー

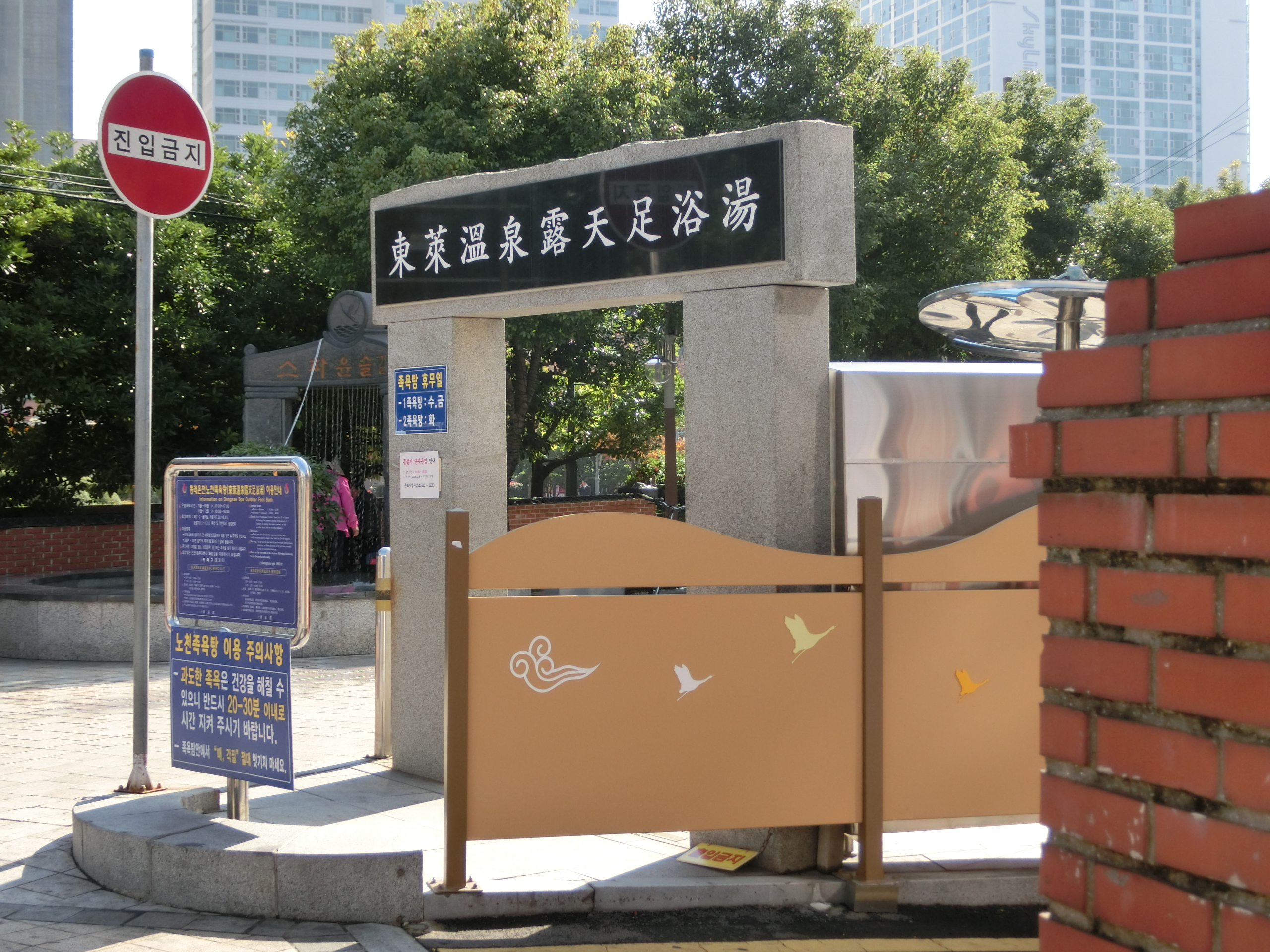
足浴場
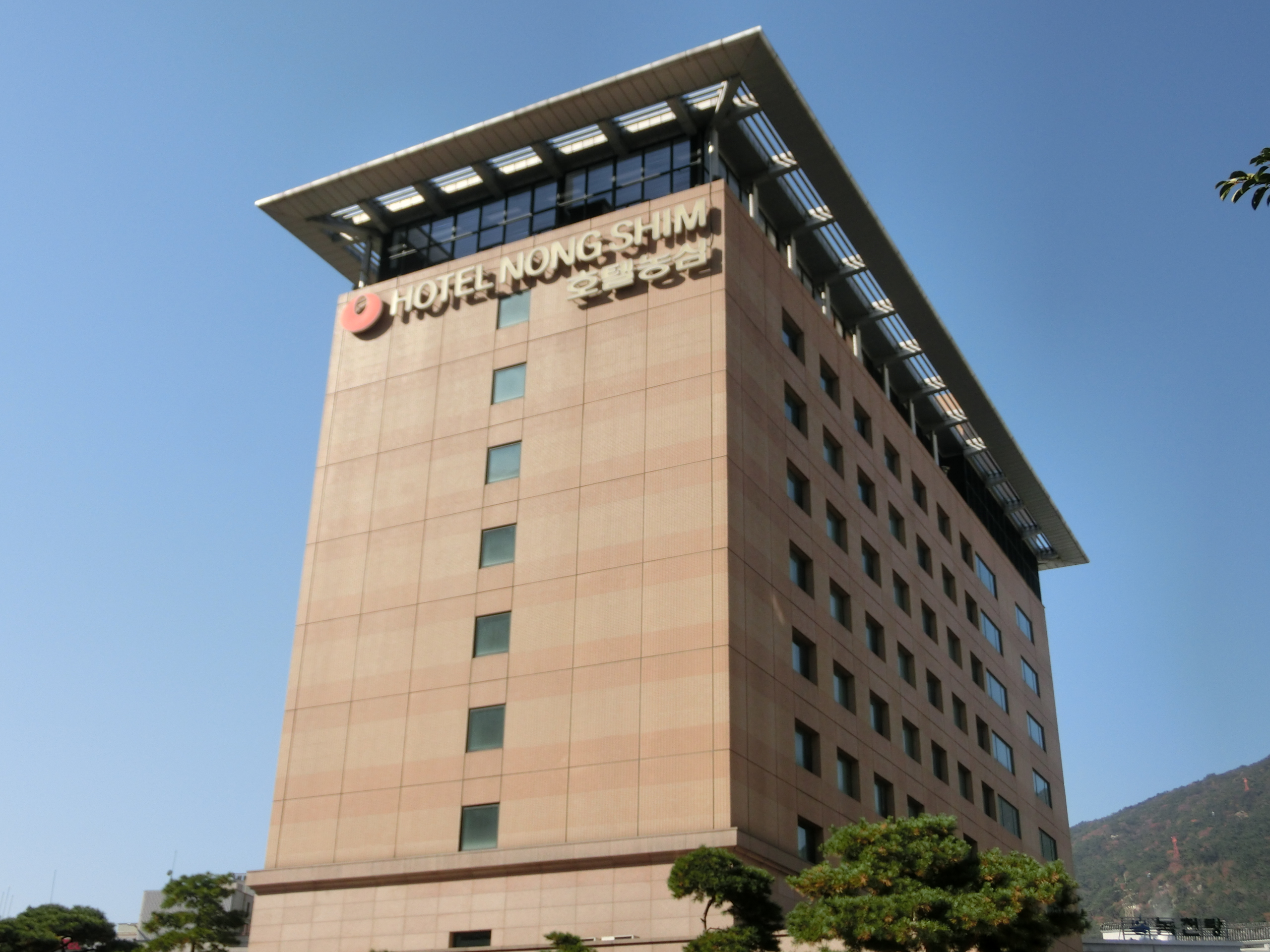
ホテル農心
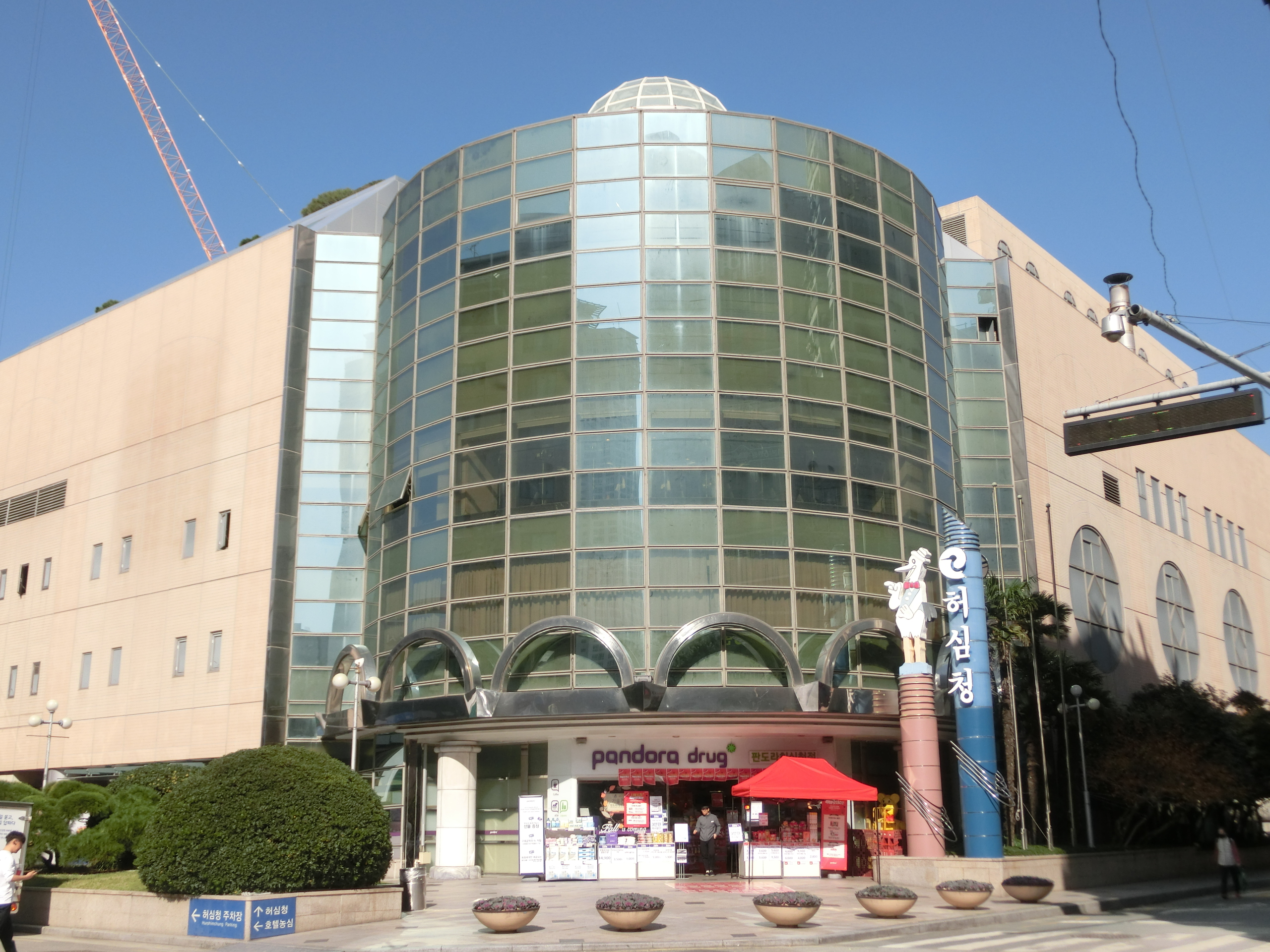
虚心庁